# I съезд народных депутатов РСФСР
Первый съезд народных депутатов РСФСР прошёл 16 мая—22 июня 1990 года в Большом Кремлёвском дворце в Москве.
Съезд избрал Б. Н. Ельцина председателем Верховного Совета РСФСР, принял Декларацию о государственном суверенитете РСФСР и избрал заместителя председателя Совета Министров СССР И. С. Силаева председателем Совета Министров РСФСР.

## Основания и выборы депутатов
27 октября 1989 года одиннадцатая сессия Верховного Совета РСФСР XI созыва в соответствии с Законом СССР от 1 декабря 1988 года приняла Закон РСФСР «Об изменениях и дополнениях Конституции (Основного Закона) РСФСР». Согласно этому Закону, единую систему представительных органов государственной власти РСФСР составили Советы народных депутатов — Съезд народных депутатов РСФСР и Верховный Совет РСФСР, Съезды народных депутатов и Верховные Советы автономных республик, местные Советы народных депутатов (краевые, областные, автономных областей, автономных округов, районные, городские, районные в городах, поселковые и сельские). Срок полномочий Советов народных депутатов — 5 лет.
Высшим органом государственной власти РСФСР вместо Верховного Совета стал Съезд народных депутатов, который был правомочен принимать к рассмотрению и решать любые вопросы, отнесённые к ведению РСФСР. Важнейшие вопросы республиканского значения должны были решаться на заседаниях Съезда народных депутатов РСФСР и сессиях Верховного Совета РСФСР или ставиться на референдумы. Съезд народных депутатов РСФСР избирал Верховный Совет РСФСР и председателя Верховного Совета РСФСР. Верховный Совет РСФСР формировал Президиум.
Также был принят Закон о выборах народных депутатов РСФСР. Закон определил порядок назначения выборов и образования избирательных округов; образование, полномочия и организацию работы избирательных комиссий; порядок выдвижения и регистрации кандидатов в народные депутаты РСФСР; порядок голосования и подведения итогов выборов, их публикования; порядок проведения повторного голосования, повторных выборов и выборов вместо выбывших народных депутатов РСФСР. На этой же сессии была образована Центральная избирательная комиссия по выборам народных депутатов РСФСР и назначены на 4 марта 1990 года выборы народных депутатов РСФСР и народных депутатов местных Советов.
Кандидатами в народные депутаты РСФСР было выдвинуто 8254 человека. В ходе выборов 4 марта и повторного голосования 18 марта было избрано 1026 народных депутатов РСФСР. Ещё 34 депутата были избраны в мае 1990 года в результате повторных выборов.

## Созыв съезда
Первое собрание народных депутатов РСФСР прошло 8 апреля. Однако официальное открытие Съезда народных депутатов РСФСР состоялось 16 мая в Большом Кремлёвском дворце.
Ещё до Съезда  вокруг Ельцина — харизматического лидера — сложилось объединение социально и политически разнородных сил. Главным орудием в борьбе за власть нового российского руководства и пошедших за ним сил стало требование республиканского суверенитета.

## Работа съезда
Съезд народных депутатов РСФСР открылся 16 мая 1990 года. В зале собралось 1050 депутатов из 1059. Из них 86,3 % были членами КПСС. Открыл съезд в качестве председателя Центральной избирательной комиссии РСФСР и вёл его заседания до избрания 29 мая Б. Н. Ельцина председателем Верховного Совета РСФСР В. И. Казаков.
Первым вопросом повестки дня было формирование Секретариата и Мандатной комиссии Съезда.

## Отражение в документалистике
- Бурашова Г. «Судьба России» (1990)